# Terminal pétrolier de Sullom Voe

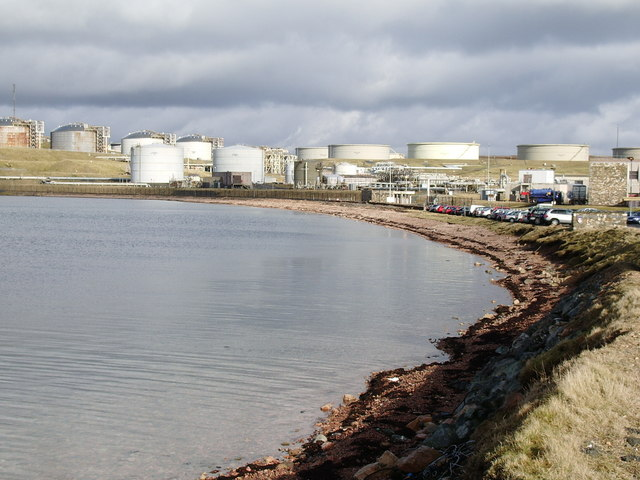
Terminal pétrolier de Sullom Voe

Le terminal pétrolier de Sullom Voe est un terminal pétrolier et de gaz naturel situé à Sullom Voe dans les Shetland en Écosse. Il gère notamment la production du champ pétrolifère du bassin oriental des Shetland, sans pourtant être une raffinerie de pétrole, il ne fait qu'entreposer le pétrole avant son embarquement à bord de tankers. 
Le terminal pétrolier a été construit de 1975 à 1981. Près de 6 000 personnes ont été employées durant la construction. Le terminal a été inauguré officiellement le samedi 9 mai 1981 par la reine Élisabeth II. Un attentat le jour de l'inauguration s'est produit dans le terminal, l'attentat est attribué à l'IRA. Personne n'a été blessé, il n'y a eu que des dégâts matériels. 
Le terminal est exploité par BP, il reçoit le pétrole des pipeline Ninian (BP) et Brent (Shell / ExxonMobil). Le pétrole en provenance des champs pétroliers de Schiehallion et Foinaven, arrive par tanker, depuis 1998. Le terminal traite plus d'un quart de la production pétrolière du Royaume-Uni et environ 500 personnes y travaillent, dont la moitié employé par BP. En 2003, un nouveau pipeline relie le terminal au champ pétrolier de Clair. Le gaz naturel du terminal provient essentiellement du pipeline de l'ouest des Shetland.
Sur le site du terminal, se trouve une centrale thermique exploité par Fortum (et précédemment par BP) qui assure 43 % de la consommation des Shetland, l'autre moitié provenant de la centrale situé à Lerwick. La centrale a une capacité maximale de 100 MWe, avec 4 turbines de type Frame 5 de General Electric.